# Stazione di Minami-Koshigaya
La stazione di Minami-Koshigaya (南越谷駅?, Minami-Koshigaya-eki) è una stazione ferroviaria situata della città di Koshigaya nella prefettura di Saitama, ed è servita dalla linea Musashino della JR East. La stazione è direttamente collegata a quella di Shin-Koshigaya per effettuare l'interscambio con la linea Tōbu Isesaki.

## Servizi ferroviari
East Japan Railway Company
■ Linea Musashino

## Struttura
La stazione è dotata di due marciapiedi laterali serventi due binari su viadotto. 
| 1 | ■ Linea Musashino | per Minami-Urawa, Nishi-Kokubunji e Fuchū-Hommachi |
| 2 | ■ Linea Musashino | per Shin-Matsudo, Nishi-Funabashi e Tokyo          |

## Stazioni adiacenti
| «                 | Servizio        | »                  |
| Linea Musashino   | Linea Musashino | Linea Musashino    |
| ----------------- | --------------- | ------------------ |
| Higashi-Kawaguchi | Locale          | Koshigaya-Laketown |